# Neófito I de Constantinopla
Neófito I de Constantinopla (em grego: Νεόφυτος Α) foi um patriarca grego ortodoxo de Constantinopla. Ele sucedeu a Teódoto II em 1153 e renunciou um mês depois. Antes de sua elevação, ele foi um monge num mosteiro dedicado à Teótoco.